# Oelgard von Passow
Oelgard von Passow, geborene von Pentz (dänisch: Øllegaard Hartvigsdatter von Pentz), verwitwete von Barnewitz (* 19. Februar 1594 in Warlitz; † 6. Juli 1654 in Lübz) war Kammerzofe am dänischen Hof und später Kreditgeberin und Mäzenin in Mecklenburg.

## Leben und Werk
Oelgard war eines von acht Kindern des Hartwig von Pentz (1559–1632), Erbherr auf Warlitz und Pentz, und Ilsebe, geborene von Daldorff (1568–1637) und war nach ihrer Großmutter Oelgard von Rantzau benannt. Von 1611 bis 1620 diente sie der dänischen Königinwitwe Sophie von Mecklenburg (1557–1631) als Kammerzofe.

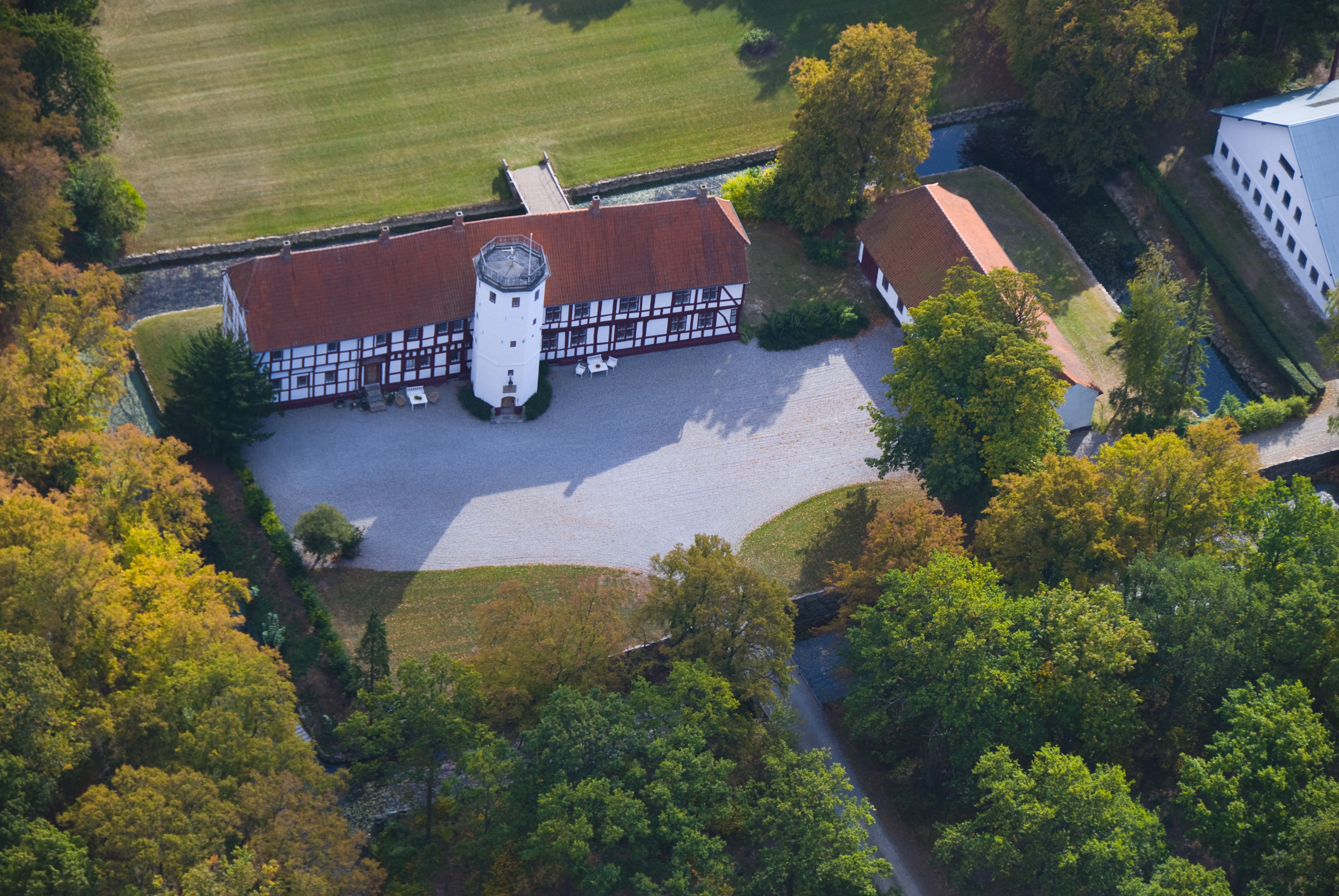
Gut Rudbjerggaard

1620 heiratete sie den zu diesem Zeitpunkt 57 Jahre alten Geheimen Rat und Hofmeister der Königinwitwe, Joachim von Barnewitz, der jedoch schon 1626 starb und in der Kirche von Tillitse beigesetzt wurde. Aus dieser Ehe stammte ein Sohn, Friedrich von Barnewitz (* 1622). Als Vormund ihres minderjährigen Sohnes verwaltete Oelgard das von Barnewitzsche Gut Rubiergard bei Maribo und ein beträchtliches Barvermögen. Durch geschickte Grundstücksgeschäfte schuf sie ein weiteres Gut im Maribo Amt, das sie nach ihrem Sohn Fredsholm oder Fritzholm nannte. Als ihre Schwester Eva 1626 Jasper von Oertzen auf Roggow heiratete, war sie in der Lage, ihr neben einer kostbaren Aussteuer das immense Hochzeitsgeschenk von 10.000 Gulden in Gold zu machen. In kurzer Zeit wurde sie zu einer wichtigen Kreditgeberin des mecklenburgischen Herzoghauses.
Als infolge des Dreißigjährigen Krieges sich ihre wirtschaftlichen Verhältnisse durch das Ausbleiben von Zinszahlungen verschlechterten, heiratete sie 1635 den mecklenburgischen Rat und Amtmann Hartwig von Passow, Erbherr auf Zehna und Gremmelin. Die Hochzeitsfeier fand auf Schloss Bützow statt. 1640 erreichte Passow als ihr und ihres Sohnes Rechtsvertreter die Übertragung der herzoglichen Schulden als Hypothek auf das Amt Lübz; zugleich wurde er dessen Verwalter. Ebenso erhielten sie das Amt Crivitz als Pfandbesitz. Beide Ämter waren allerdings durch den Krieg stark in Mitleidenschaft gezogen. Passow starb 1644 und wurde im Schweriner Dom beigesetzt; danach nahm Oelgard ihre Angelegenheiten wieder selbst in die Hand und erwirkte einen neuen Pfandvertrag mit besseren Konditionen. Neben ihrem Sitz auf dem Amtshaus in Lübz erwarb sie ein Haus in Schwerin; ihre Wertpapiere und Juwelen hatte sie in Lübeck sicher verwahrt.
1652 löste Herzog Christian Ludwig II. das Pfand gegen die Zahlung von 260.000 Reichstalern, die er durch eine Anleihe aufgebracht hatte, wieder ein.
Im September 1653 starb Oelgards einziger Sohn, der dänischer Amtmann von Ålholm Amt und Kriegskommissar geworden war, im Alter von 31 Jahren auf Gut Rubiergard. Oelgard setzte daraufhin im Dezember 1651 ein neues Testament auf. Neben der Verteilung ihres Erbes auf die fünf Kinder ihres Sohnes hinterließ sie großzügige Vermächtnisse, darunter 1000 Taler der Stadt Rostock. Nach ihrem Tod im Juli 1654 wurde sie mit zahlreichen Gedenkschriften geehrt. In der Stadtkirche Lübz, wo ihr am 6. Dezember eine große Trauerfeier gehalten wurde, setzte ihr Nachlassverwalter, der Landrat Hans-Friedrich von Lehsten, 1666 ein Epitaph.